# Norman Bates
Norman Bates, född på 1930-talet, är en fiktiv karaktär skapad av författaren Robert Bloch i romanen Psycho och medverkande i filmerna med samma namn. Robert Bloch skrev även två uppföljare: Psycho II och Psycho House. Bates är löst baserad på seriemördaren Ed Gein.

## Filmerna

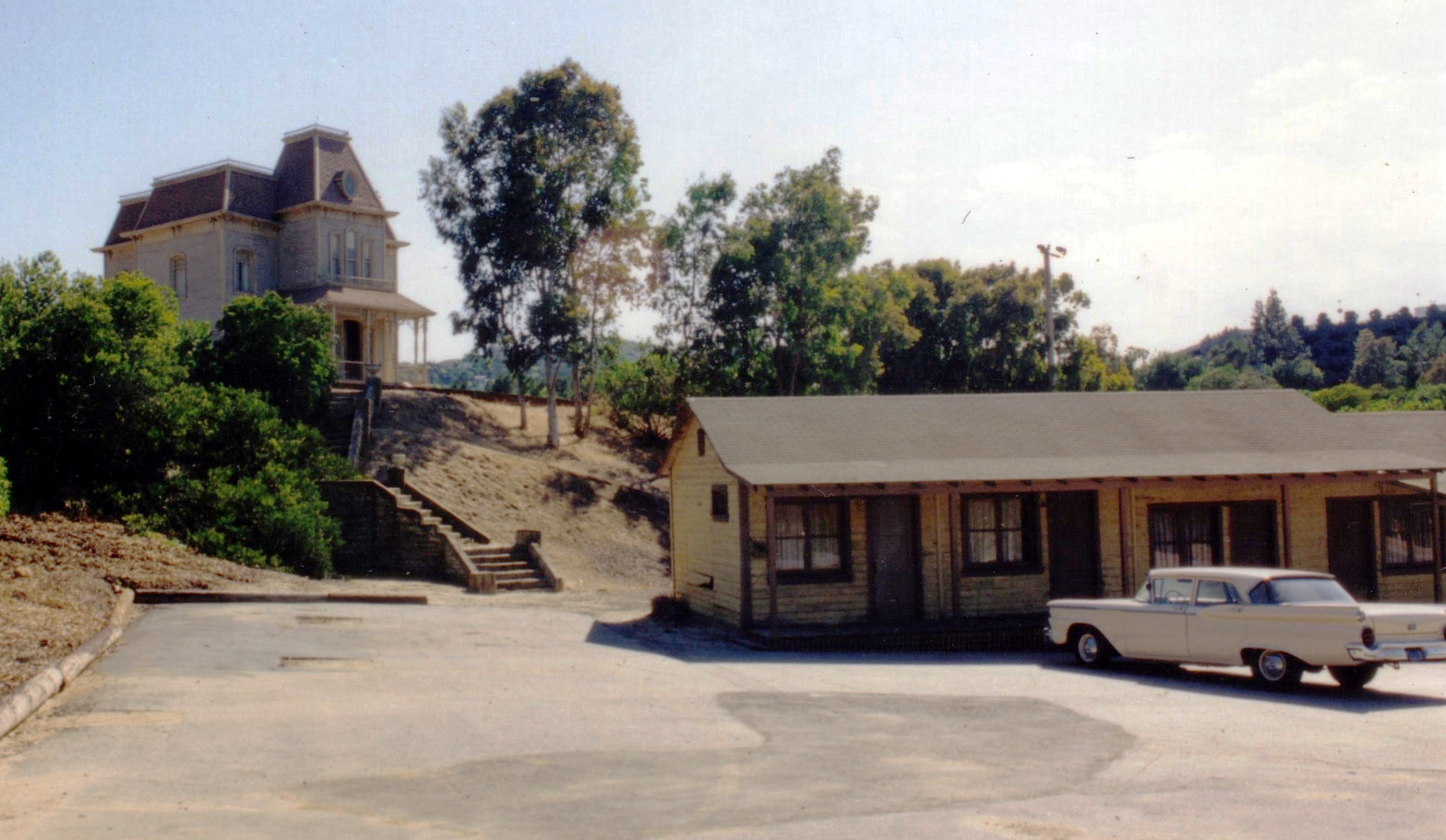
Motellet i filmen Psycho.

I filmerna: Psycho (1960), Psycho II (1983), Psycho III (1986) och Psycho IV: The Beginning (1990) porträtterats Bates av Anthony Perkins. I remaken Psycho (1998) porträtterats han av Vince Vaughn och av Freddie Highmore i TV-serien Bates Motel (2013).